# Cena Emmy

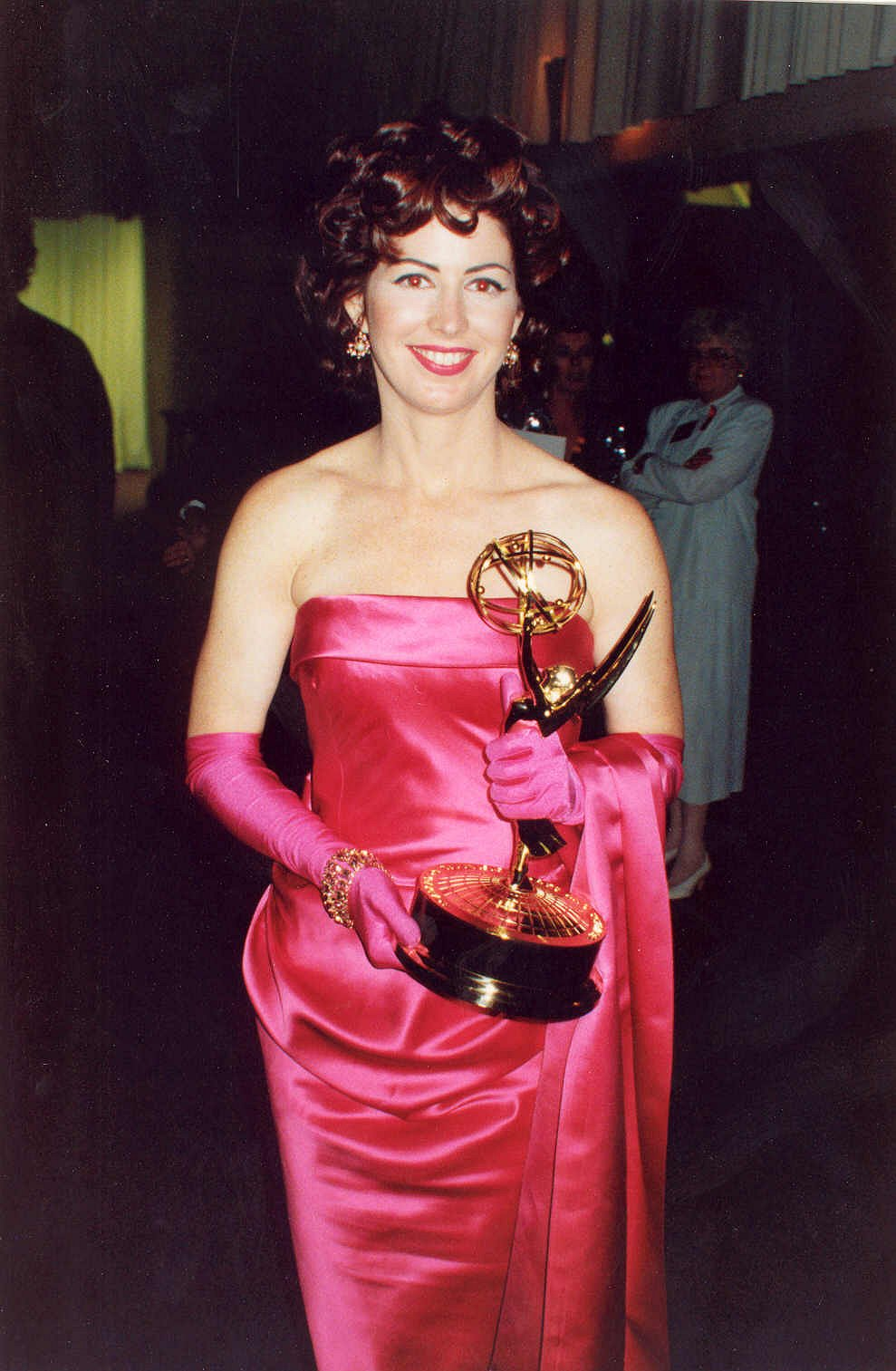
Dana Delanyová s cenou Emmy Primetime pro nejlepší herečku v dramatickém seriálu 1992 za výkon v seriálu China Beach

Cena Emmy (anglicky Emmy Award) představuje každoročně udělované americké televizní ocenění, televizní obdoba filmových Oscarů.
Jsou vedeny ve více odvětvích amerického televizního průmyslu a jsou předávány na rozdílných každoročních ceremoniích během celého roku. Nejznámějšími předáváními jsou Primetime Emmys a Daytime Emmys, které hodnotí výjimečnou práci v americkém zábavním programu v průběhu dne a večera. Mezi další známé ceremonie cen Emmy patří ty, které hodnotí sportovní vysílání, národní televizní zprávy a dokumentární pořady, národní pracovní a finanční zprávy a technologické a inženýrské úspěchy v televizi.
Tři podobné, ale oddělené organizace organizují cen Emmy: akademie televizního umění a věd (ATAS), národní akademie televizního umění a věd (NATAS) a mezinárodní akademie televizního umění a věd (IATAS). Každá z organizací je zodpovědná za vytváření specifické složky na předávání cen.
První cena Emmy byla udělena 25. ledna 1949 při premiérovém slavnostním ceremoniálu v Hollywood Athletic Club Shirley Dinsdaleové v kategorii nejlepší televizní osobnost.

## Ceremoniály
- Primetime Emmys – oceňují herce, režiséry, scenáristy a pořady v hlavním čase amerického vysílání. Ceremonie se většinou koná v měsíci září.
- Daytime Emmys – oceňují pořady, herce, moderátory, scenáristy, režiséry a španělskojazyčné programy, vysílané od 14:00 do 18:00 hodin.
- Sports Emmys – oceňují sportovní pořady, dokumenty, studiové show, sportovní akce, střih, kameru, studiové týmy, osobnosti sportovního dění (reportéry, moderátory…)
- News & Documentary Emmys – oceňují noviny, novináře, historické pořady, informativní pořady, ekonomické reportáže, umění, vědu, dokumenty
- Technology & Engineering Emmys – oceňují vývoj v technologie, individuálně nebo za společnost
- International Emmys – oceňují pořady vysílané mimo Spojené státy: programy, herce, seriály, dokumenty, telenovely, TV filmy, minisérie…
- Regional Emmys – tzv. Regionální cena Emmy oceňuje místní vysílané show a místní noviny.

## Kategorie

### Primetime Emmys
- Pořady
  - Nejlepší komediální pořad
  - Nejlepší dramatický pořad
  - Nejlepší minisérie
  - Nejlepší televizní film
  - Nejlepší zábavný pořad
  - Nejlepší soutěžní reality pořad

- Režie
  - Nejlepší režie komediálního seriálu
  - Nejlepší režie dramatického seriálu
  - Nejlepší režie minisérie, televizního filmu nebo dramatického speciálu
  - Nejlepší režie zábavného pořadu

- Scénář
  - Nejlepší scénář pro komediální seriál
  - Nejlepší scénář pro dramatický seriál
  - Nejlepší scénář pro minisérii, televizní film nebo dramatický speciál
  - Nejlepší scénář pro zábavný pořad

- Herectví – Hlavní role
  - Nejlepší herec v komediálním seriálu
  - Nejlepší herečka v komediálním seriálu
  - Nejlepší herec v dramatickém seriálu
  - Nejlepší herečka v dramatickém seriálu
  - Nejlepší herec v minisérii nebo televizním filmu
  - Nejlepší herečka v minisérii nebo televizním filmu

- Herectví – Vedlejší role
  - Nejlepší herec ve vedlejší roli v komediálním seriálu
  - Nejlepší herečka ve vedlejší roli v komediálním seriálu
  - Nejlepší herec ve vedlejší roli v dramatickém seriálu
  - Nejlepší herečka ve vedlejší roli v dramatickém seriálu
  - Nejlepší herec ve vedlejší roli v minisérii nebo televizním filmu
  - Nejlepší herečka ve vedlejší roli v minisérii nebo televizním filmu

- Moderování
  - Nejlepší moderátor soutěžního reality pořadu